# Marianne Frostig
Marianne Frostig z domu Bellak (ur. 31 marca 1906 w Wiedniu, zm. 21 czerwca 1985 w Fuldzie) – amerykańska psycholożka, terapeutka zajęciowa, wykładowczyni akademicka.
Córka Eddy Silberstein i Arnolda Bellaka, urodziła się w Wiedniu, tam ukończyła szkołę opieki społecznej (1926). Zamężna z polskim psychiatrą Jakubem Frostigiem, do 1938 roku mieszkała w Polsce. W 1938 roku emigrowała do Stanów Zjednoczonych. Założyła Center of Educational Therapy w Los Angeles i kierowała placówką od 1947 do 1972 roku. Od 1969 roku wykładała w Mount St. Mary's College. Od 1966 wykładowczyni w School of Education, University of Southern California. Opracowała Test Rozwoju Percepcji Wzrokowej.